# Chrysonotomyia auripunctata
Chrysonotomyia auripunctata är en stekelart som först beskrevs av William Harris Ashmead 1894.  Chrysonotomyia auripunctata ingår i släktet Chrysonotomyia och familjen finglanssteklar. Inga underarter finns listade i Catalogue of Life.